# Timbira de Araparitíua
Timbira de Araparytíva (Timbira de Araparitíua; Gurupy), jedno od tri plemena sjeverne skupine Istočnih Timbira. Živjeli su na području uz rijeku Gurupy u sjeveroistočnom Brazilu, država Maranhão a zatim na rezervatu AI Alto Turiaçu s Tupian plemenima Guajá, Tembé i Urubu. Jezik im se prema rijeci naziva gurupy.
Populacija je u kasnom 18. stoljeću iznosila oko 400; 43 (1914).